# Lycomorpha pholus
Espèce
Synonymes
- Sphinx pholus Drury, 1773
- Lycomorpha miniata (Packard, 1872)

La Lithosie orangée (Lycomorpha pholus) est une espèce de lépidoptères (papillons) nord-américains de la famille des Erebidae et de la sous-famille des Arctiinae. 

## Description
La chenille est grise avec des points vert pâle. Elle possède de longs poils épars.
L'imago (adulte) est complètement bleu foncé à noir, à l'exception de la portion basale des ailes antérieures, qui est jaune à orange. Les ailes font environ 30 mm d'envergure.

## Écologie
La chenille se nourrit de lichens. Elle séquestre les composés phénoliques produits par le symbiote fongique du lichen, ce qui la rend indigeste auprès des prédateurs. Plus d'une année peuvent être nécessaires avant la métamorphose, surtout sous des latitudes élevées.
L'imago est strictement diurne. Il se nourrit du nectar de nombreuses plantes, dont les verges d'or, les spirées et les apocynes.

## Répartition
Lycomorpha pholus est répandu en Amérique du Nord à l'ouest des Rocheuses.